# Kap-Sonnentau
Der Kap-Sonnentau (Drosera capensis) ist eine fleischfressende Pflanze aus der Gattung Sonnentau (Drosera) innerhalb der Familie der Sonnentaugewächse (Droseraceae).

## Beschreibung

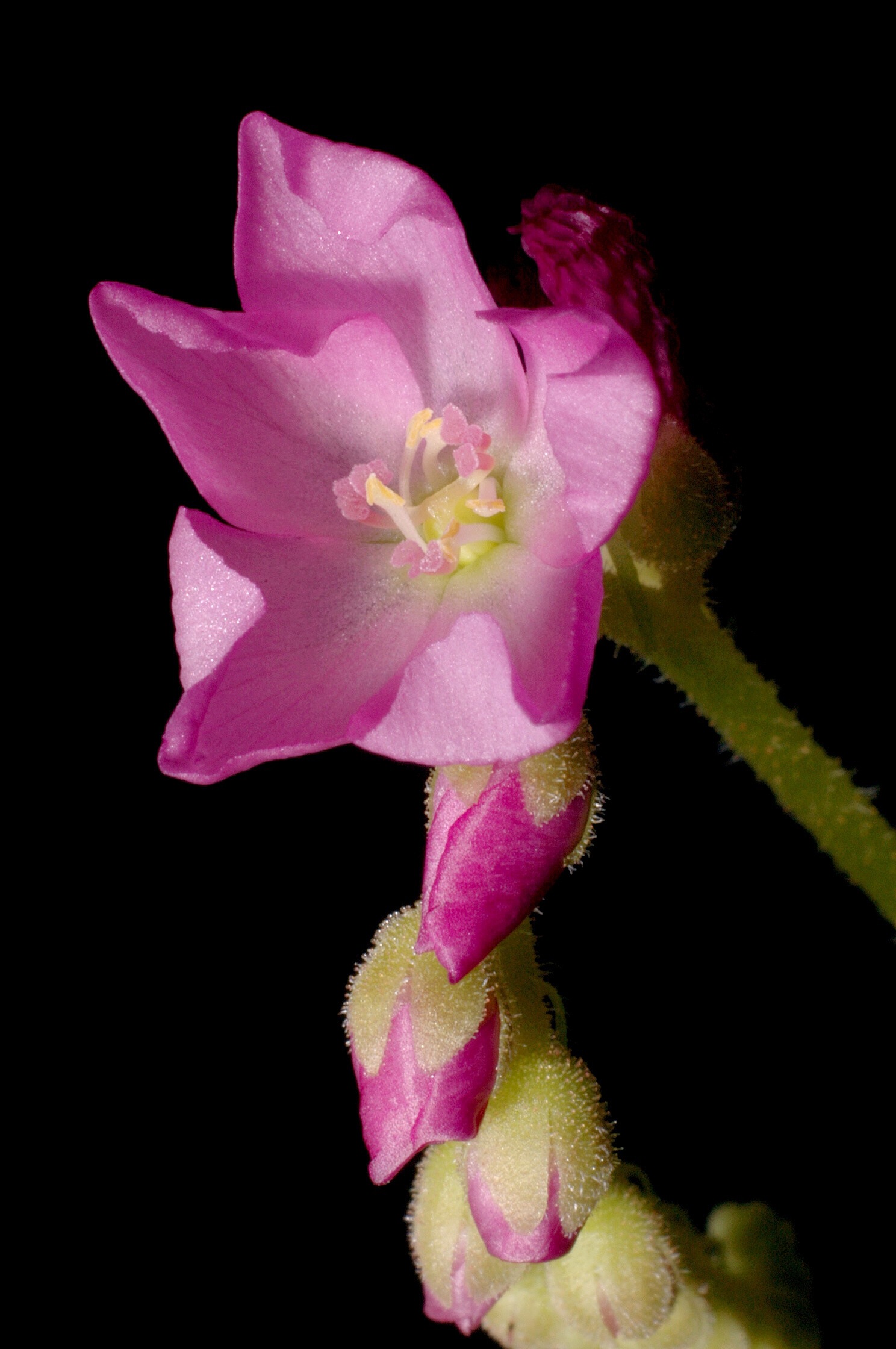
Blüte

Der Kap-Sonnentau ist eine ausdauernde, krautige Pflanze. Er bildet eine Rosette mit einem Durchmesser von 18 bis 25 cm und zeichnet sich durch zahlreiche, rötliche Drüsenemergenzen auf 7 cm langen und 5 mm breiten, länglichen Fangblättern aus, aus deren Köpfchen Fangschleim abgesondert wird.
Die Pflanze blüht im Dezember / Januar mit bis zu 50 blass-violetten, gut 2 cm großen Blüten, die auf bis zu 35 cm hohen traubigen Blütenständen sitzen. Die Blüten sind selbstbestäubend und produzieren zahlreiche, staubfeine, schwarze Samen. Die länglichen Samen sind ca. 0,75 × 0,1 Millimeter groß.
Die Chromosomenzahl beträgt 2n = 40.

## Verbreitung
Der Kap-Sonnentau ist in Sümpfen und an Seen im südwestlichen Südafrika beheimatet. Die Pflanze schätzt vollsonnige Standorte auf nährstoffarmen, staunassen und kalkfreien Böden.

## Beutefang
Drosera capensis fängt ihre Beute, indem sie diese durch das schillernde Verdauungssekret, das auf den Tentakeln der Blätter produziert wird, anlockt. Das Sekret wirkt zum einen als optisches Signal, da es in der Sonne glänzt und die rote Tentakelspitze durchschimmert, zum anderen ist es auch chemischer Lockstoff, der Insekten anzieht. Hat sich ein Opfer in dem Sekret der Tentakel verfangen, so richten sich alle Tentakel in der Nähe des Opfers auf dieses aus, bis sich irgendwann das ganze Blatt um das Tier geschlungen hat. Mit Hilfe des Verdauungssekrets wird das Insekt nun zersetzt, bis nur noch der Chitinpanzer übrig bleibt. Die Aufnahme der Nährstoffe erfolgt über die roten Tentakelspitzen, wo auch das Sekret selbst produziert wird. Ist das Opfer soweit zersetzt, dass die Pflanze keine weiteren Nährstoffe gewinnen kann, so kehren das Blatt und die Tentakel in ihre ursprüngliche Position zurück.

## Etymologie
Der botanische Artname capensis verweist wie der deutsche Name auf seine südafrikanische Herkunft. Die Pflanze ist ein Element der Kapflora.

## Verwendung
Der Kap-Sonnentau ist neben der Venusfliegenfalle die kommerziell wohl erfolgreichste fleischfressende Pflanze. Neben diversen Naturformen, beispielsweise mit dunkelroten oder besonders breiten Blättern, gibt es auch eine Form, die in Kultur entstanden ist. Diese Sorte trägt den Namen Drosera capensis 'Albino' und ist im Handel auch oft als "alba" oder "white flower" erhältlich. Sie bleibt auch unter starker Sonneneinstrahlung komplett grün, und die Klebedrüsen an den Blättern sind komplett weiß wie die Blüten.